# Edelbach (Nidda)
Der Edelbach ist ein 2,3 km langer linker und südöstlicher Zufluss der Nidda in der Wetterau. 

## Geographie

### Verlauf
Der Edelbach entspringt südöstlich von Bad Vilbel auf einer Höhe von etwa 163 m ü. NHN. 
Er fließt nordwestwärts durch Grünland, läuft dann zwischen dem Ostrand von Bad Vilbel und dem Weinberg und mündet schließlich in Bad Vilbel unterirdisch verrohrt auf einer Höhe von ungefähr 111 m ü. NHN von links in die Nidda.
Sein etwa 2,3 km langer Lauf endet etwa 52 Höhenmeter unterhalb seiner Quelle, er hat somit ein mittleres Sohlgefälle von etwa 23 ‰.

### Einzugsgebiet
Das Einzugsgebiet des Edelbachs liegt im Berger Rücken, einem Teilbereich des Naturraums Wetterau und wird über die Nidda, den Main und den Rhein zur Nordsee entwässert.
Es grenzt
- im Osten an das des Niddazuflusses Mühlbach
- im Südosten an das des Feldbachs, einem Zufluss der Nidder, die in die Nidda mündet
- im Süden an das des Mainzuflusses Riedgraben sowie
- im Westen an das des Niddazuflusses Landgraben.

Die höchste Erhebung ist der Weinberg mit 157,2 m.
Sein Einzugsgebiet ist auf der linken Seite am Oberlauf bewaldet und am Unterlauf liegt links das Siedlungsgebiet von Bad Vilbel. Auf seiner rechten Seite dominiert außen Ackerland und im Auenbereich Grünland.

### Flusssystem Nidda
- Fließgewässer im Flusssystem Nidda